# Olivier Dubois (chorégraphe)
Pour les articles homonymes, voir Dubois et Olivier Dubois.
Olivier Dubois, né le 19 septembre 1972 à Colmar, est un danseur et chorégraphe français de danse contemporaine.
Interprète pour Angelin Preljocaj, le Cirque du Soleil, Karine Saporta, Jan Fabre, Dominique Boivin ou Sasha Waltz, il a été élu l'un des vingt-cinq meilleurs danseurs au monde par le magazine Dance Europe.
Depuis 2007, il développe son propre travail chorégraphique au sein de sa compagnie COD - Compagnie Olivier Dubois.

## Biographie

### L'interprète
Après des études en langues étrangères puis en droit et en économie, il décide à 23 ans de devenir danseur .
En 1999, il crée son premier solo Under cover. Malgré un physique imposant, il a multiplié les expériences comme interprète, il interprète les années suivantes des pièces créées par des chorégraphes et metteurs en scène tels que Sasha Waltz, Laura Simi, Karine Saporta, Charles Cré-Ange, Jan Fabre, Dominique Boivin ou Angelin Preljocaj, allant jusqu’à vivre l’expérience de Las Vegas, en 2003, au sein des équipes de Céline Dion et du Cirque du Soleil.
De 2003 à 2007, il collabore avec Jan Fabre, dont il dira « C'est mon maître. Il a libéré l'artiste en moi, m'a aidé à grandir, à prendre une ampleur qui est la mienne ».
En 2011, il est nommé parmi les 25 meilleurs danseurs du monde par le magazine Dance Europe.

### Le chorégraphe
En 2006, la SACD et le Festival d'Avignon lui proposent de créer une pièce dans le cadre de Sujets à vif : Pour tout l’or du monde. Ce solo lui vaut un tel succès, qu’il fonde la Compagnie Olivier Dubois, rebaptisé en 2014 Ballet du Nord Olivier Dubois. Le Prix spécial du jury décerné par le Syndicat professionnel de la critique récompense cette création ainsi que l’ensemble de son parcours d’interprète.
Il travaille ponctuellement avec Karima Mansour qui est à la tête du Centre chorégraphique de danse contemporaine du Caire, ville dans laquelle il séjourne régulièrement depuis les années 1990.
En 2008, au Festival d'Avignon, il s'approprie la chorégraphie mythique de Vaslav Nijinski en solo dans Faune(s), puis en duo dans À nos Faunes. Cette année-là, le premier Prix Jardin d’Europe lui est remis lors du Festival ImPulsTanz de Vienne, en Autriche.
Et en 2010, il s’offre une seconde plongée dans l’univers des Ballets russes en répondant à une commande des Ballets de Monte-Carlo avec Spectre, actualisation du Spectre de la rose de Diaghilev. Cette même année, il se glisse également dans la peau de Frank Sinatra dans le duo L’homme de l’Atlantique.
Olivier Dubois a signé la chorégraphie de La Périchole d’Offenbach, mise en scène par Bérangère Jannelle à l’Opéra de Lille.
Il entame en 2009 la trilogie Étude critique pour un trompe l’œil, avec la pièce Révolution créée à la Ménagerie de Verre à Paris, suivie du solo Rouge en 2011, puis enfin, le spectacle choc Tragédie qui voit le jour au Festival d'Avignon en 2012.
En 2012 au Musée d’art moderne de Paris, Olivier Dubois chorégraphie un long baiser sur la musique du Sacre du printemps de Stravinski, dans le duo masculin Prêt à baiser. En 2013, il crée Souls, œuvre pour sept danseurs de sept pays africains. Il crée Élégie pour le Ballet National de Marseille dans le cadre de Marseille 2013, capitale européenne de la culture. Il est nommé meilleur chorégraphe au Danza & Danza awards 2013 pour les pièces Tragédie et Élégie.
Le chorégraphe a créé avec 120 amateurs Envers et face à tous et a livré une réflexion troublante sur le métier de danseur dans son exposition intitulée L’interprète dévisagé au Centre National de la Danse.
Olivier Dubois enseigne et dirige également de nombreux ateliers au sein de compagnies et d’écoles, ayant obtenu en 2012,la dispense du diplôme d'État de professeur de danse au titre de sa renommée particulière. Il enseigne à l’Opéra d'Etat de Vienne, l’École nationale d’Athènes, l’Opéra national du Caire, Troubleyn/Jan Fabre, le Ballet Preljocaj... Il crée également des adaptions de ses pièces pour des amateurs ou des élèves, avec notamment Auguri Extended ou Tragédie 95.
À partir du 1er janvier 2014, il dirige le Centre chorégraphique national Roubaix - Nord-Pas-de-Calais  succédant à Carolyn Carlson. Il y crée notamment Mon élue noire avec Germaine Acogny et Les Mémoires d'un seigneur, pièce regroupant 40 amateurs et un danseur de la compagnie.
Une nouvelle pièce de groupe composée de vingt-deux danseurs vient clore en août 2016 la Trilogie Étude critique pour un trompe l’œil : Auguri, créée à l’Internationales Sommersfestival à Hambourg et, en première française, à la Biennale de Lyon.
En 2017, Olivier Dubois répond à la demande de la ville de Paris dans le cadre de son événement Nuit Blanche et crée Mille et une danses. Cette pièce regroupe alors 250 amateurs sous la Canopée des Halles. Plus de 100 000 spectateurs purent assister à cette création le temps d'une nuit.
Au printemps 2018, il présente en solo Pour sortir au jour présenté au Festival de Marseille. L’année suivante, Olivier Dubois crée une nouvelle pièce pour huit danseurs, Tropismes, créée au CentQuatre-Paris. L'année suivante naît Come Out pour le Ballet de Lorraine.
Vivant entre Paris et Le Caire depuis de nombreuses années, il crée en 2021 Itmahrag, pièce regroupant 6 interprètes chanteurs et danseurs venus du Caire.
En juillet 2022, Tragédie est de retour sur les scènes du monde entier dans sa nouvelle version Tragédie New Edit.

## Spectacles

### Chorégraphe
- 2006 : Pour tout l'or du monde..., Festival d'Avignon et tournée
- 2007 : Peter Pan, chorégraphie conçue avec Emilio Calcagno, tournée
- 2007 : En sourdine, chorégraphie conçue avec Emilio Calcagno, tournée
- 2008 : BDanse, chorégraphie conçue avec Emilio Calcagno, tournée
- 2008 : À nos Faunes, tournée
- 2008 : Faune(s), Festival d'Avignon et tournée
- 2009 : Révolution, ArtDanThé à Vanves et tournée
- 2009 : La Périchole de Jacques Offenbach, mise en scène Bérangère Jannelle, Opéra de Lille et tournée
- 2010 : Spectre, Ballet de Monte-Carlo et tournée
- 2010 : L'Homme de l'Atlantique, Théâtre National de Chaillot et tournée
- 2011 : Rouge, Théâtre de Vanves et tournée
- 2012 : Prêt à baiser - Sacre#1, Musée d'Art Moderne de la ville de Paris et tournée
- 2012 : Tragédie, Festival d'Avignon et tournée

- 2013 : Élegie, Ballet national de Marseille
- 2013 : Souls[6], Le CentQuatre et tournée
- 2015 : Sound of Music de Yan Duyvendak, tournée

- 2015 : Mon élue noire - Sacre#2, Fabrik Potsdam (Potsdam) et tournée
- 2015 : Les Mémoires d'un seigneur, Bolzanodanza
- 2016 : Auguri, Internationales Sommerfestival Kampnagel (Hambourg) et tournée
- 2017 : De l'origine
- 2017 : Mille et une Danses, Nuit Blanche Paris
- 2017 : 7 x Rien (pièce jeune public), FestivAnges (Marseille)
- 2018 : Pour sortir au jour, Festival de Marseille et tournée
- 2018 : Audition, Ballet Junior de Genève
- 2019 : Tropismes, Le CentQuatre et tournée
- 2019 : Come Out, Ballet de Lorraine
- 2020 : Descente sauvage, tournée
- 2020 : Envers et face à tous, Théâtre Paul-Éluard Bezons
- 2021 : Itmahragh, tournée

- 2022 : Tragédie, new edit, Festival de Marseille et tournée
- 2024 : Les Mémoires d'une seigneure, Le CentQuatre
- 2024 : Podium, Paris l'été dans le cadre des Olympiades culturelles pour les Jeux Olympiques
- 2024 : For gods only - Sacre#3, Tanzbozen à Bolzano

### Interprète
- 1999 : Le Cabaret latin de Karine Saporta, Théâtre de Bourg-en-Bresse
- 2000 : MC 14/22 « ceci est mon corps » de Angelin Preljocaj, Festival d'Avignon et tournée
- 2001 : Titanic, mise en scène Jean-Louis Grinda et Claire Servais, chorégraphie Barry Collins
- 2004 : Le Lion et le Rat de Dominique Boivin, Théâtre d'Arles
- 2004 : Tannhäuser de Jan Fabre, Théâtre Royal de la Monnaie
- 2001 : Je suis sang de Jan Fabre, Festival d'Avignon et tournée
- 2005 : À quoi tu penses ? de Dominique Boivin, Théâtre National de Chaillot et tournée
- 2005 : L'Histoire des larmes de Jan Fabre, Festival d'Avignon et tournée
- 2006 : Pour tout l'or du monde... de Olivier Dubois, Festival d'Avignon et tournée
- 2006 : Péplum de Nasser Martin-Gousset, Théâtre de la Ville et tournée
- 2008 : Faune(s) de Olivier Dubois, Festival d'Avignon et tournée
- 2010 : L'Homme de l'Atlantique de Olivier Dubois, Théâtre National de Chaillot et tournée
- 2011 : Rouge de Olivier Dubois, Théâtre de Vanves et tournée
- 2012 : Prêt à baiser - Sacre#1 de Olivier Dubois, Musée d'Art Moderne de la ville de Paris et tournée
- 2018 : Pour sortir au jour de Olivier Dubois, Festival de Marseille et tournée

## Prix et distinctions

### Récompenses
- Prix spécial du jury du Syndicat de la critique pour son interprétation dans Peplum, de Nasser Martin-Gousset et la création de Pour tout l'or du monde [19] (2006)
- Grand Prix Jardin d'Europe à Vienne[20] (2008)
- Danza et Danza awards : meilleur chorégraphe pour ses pièces Tragédie et Elégie (2013)[21]
- Prix Fedora - Van Cleef et Arpels pour la chorégraphie de Sound of Music (2014)[22]
- Bessie Award : Mon élue noire - Sacre#2 (2018)[23]

### Décorations
Chevalier de l'ordre des Arts et des Lettres (2019)